# 乌尔斯河畔塞勒
烏爾斯河畔塞勒（法語：Celles-sur-Ource，法語發音：[sɛl syʁ uʁs]）是法国奥布省的一个市镇，属于特鲁瓦区。

## 地理
乌尔斯河畔塞勒（48°4'38"N, 4°23'59"E）面积9.59 平方千米，位于法国大東部大區奥布省，该省份为法国中北部省份，北起马恩省，西接塞纳-马恩省，西南至约讷省，东南至科多尔省，东临上马恩省。
与乌尔斯河畔塞勒接壤的市镇（或旧市镇、城区）包括：塞纳河畔巴尔、比克瑟伊、朗德勒维尔、阿尔斯河畔梅雷、塞纳河畔讷维尔、波利索、波利西、阿尔斯河畔维尔。

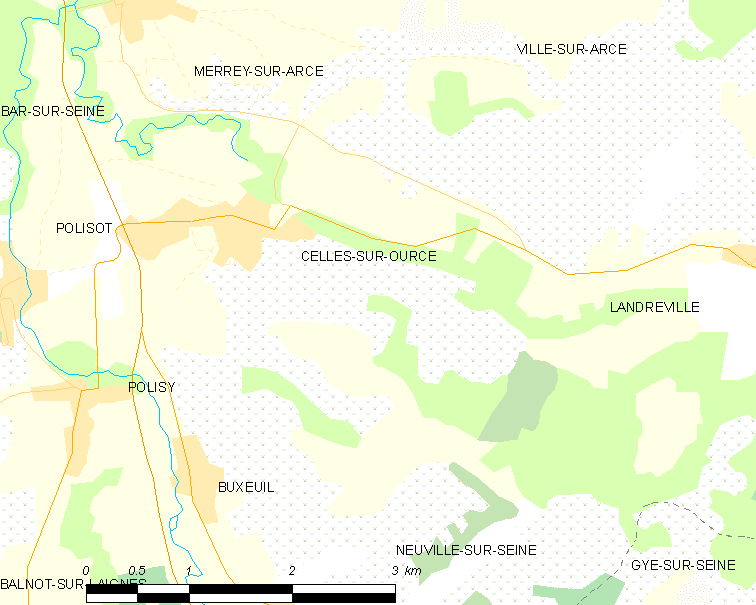
乌尔斯河畔塞勒的OSM定位图

乌尔斯河畔塞勒的时区为UTC+01:00、UTC+02:00（夏令时）。

## 行政
乌尔斯河畔塞勒的邮政编码为10110，INSEE市镇编码为10070。

## 政治
乌尔斯河畔塞勒所属的省级选区为塞纳河畔巴尔县。

## 人口

1962-2008年间乌尔斯河畔塞勒人口变化图示

乌尔斯河畔塞勒于2022年1月1日时的人口数量为489人。